# کایل دانیگان
کایل دانیگان (انگلیسی: Kyle Dunnigan) بازیگر، طنزنویس و فیلم‌نامه‌نویس اهل ایالات متحده آمریکا است.
از فیلم‌ها یا برنامه‌های تلویزیونی که وی در آن نقش داشته‌است، می‌توان به رنو ۹۱۱: میامی، آخر شب با ست مایرز، جیمی کیمل لایو!، آخر شب با کونان اوبراین، خودمانی با ایمی شومر، نگران نباشید، او با پای پیاده زیاد دور نخواهد شد و فاجعه اشاره کرد.